# المركز الدولي لحقوق نقابات العمال
المركز الدولي لحقوق نقابات العمال (بالإنجليزية: International Centre for Trade Union Rights)‏ ICTUR هو هيئة تنظيمية وحملة هدفها الأساسي هو الدفاع عن حقوق النقابات العمالية والنقابيين وتحسينها في جميع أنحاء العالم. وللهيئة مركز معتمد لدى كل من الأمم المتحدة ومنظمة العمل الدولية.

## المنشورات
- International Union Rights هي مجلة فصلية ينشرها المركز، وتحررها دانيال بلاكبيرن. وتغطي مجموعة متنوعة من القضايا المتعلقة بالعمل.
- Blackburn، Daniel؛ Cross، Ciaran، المحررون (2016). Trade Unions of the World 7h Ed. London: International Centre for Trade Union Rights (ICTUR). ISBN:978-0993355608.  Blackburn، Daniel؛ Cross، Ciaran، المحررون (2016). Trade Unions of the World 7h Ed. London: International Centre for Trade Union Rights (ICTUR). ISBN:978-0993355608.  Blackburn، Daniel؛ Cross، Ciaran، المحررون (2016). Trade Unions of the World 7h Ed. London: International Centre for Trade Union Rights (ICTUR). ISBN:978-0993355608.

## روابط خارجية
- "About ICTUR". www.ictur.org. مؤرشف من الأصل في 2016-09-19. اطلع عليه بتاريخ 2016-08-23.